# Pooh
Pooh war eine italienische Pop-Rock-Band, die 1966 in Bologna gegründet wurde. Sie gehört zu den bedeutendsten und populärsten Musikgruppen der italienischen Musikszene. Den Höhepunkt ihres Erfolges erreichte sie 1971 mit den Nummer-eins-Hits Tanta voglia di lei und Pensiero, denen eine Vielzahl von erfolgreichen Alben und Singles sowie ein Sieg beim Sanremo-Festival 1990 folgten. Zu ihrem 50-jährigen Bandjubiläum gab Pooh bekannt, nach 2016 ihre Aktivität zu beenden.

## Bandgeschichte
Die Band Pooh wurde von Schlagzeuger und Liedtexter Valerio Negrini gegründet und ging aus einer bereits seit 1962 aktiven Formation namens Jaguars hervor. 1966 veröffentlichte Pooh (benannt nach Winnie the Pooh) mit Vieni fuori ihre erste Single, neben Negrini waren zu diesem Zeitpunkt Mauro Bertoli, Mario Goretti (beide Gitarre), Gilberto Faggioli (Bass) und Bob Gillot (Keyboard) beteiligt. Wenig später traten Roby Facchinetti und Riccardo Fogli in die Band ein und ersetzten Gillot bzw. Faggioli. Ende des Jahres wollte die Band beim Festival delle rose mit dem Lied Brennero ’66 antreten, dieses musste jedoch wegen des zu politischen Inhalts (Anschläge auf italienische Zöllner in Südtirol) zensiert und in Le campane del silenzio umbenannt werden. Anschließend erschien das Debütalbum Per quelli come noi.
Auch Bertoli verließ die Band nach nur einem Jahr, woraufhin sie in einer Viererformation verblieb. Mit Piccola Katy gelang der Band 1968 ein erster Charterfolg. Schon bald darauf ersetzte der junge Gitarrist Dodi Battaglia den ebenfalls sich zurückziehenden Goretti. Nach längeren Unstimmigkeiten mit ihrem Label Vedette sowie Bemühungen, das Image einer nur auf jüngere Mädchen zugeschnittenen Band abzustreifen, wechselte die Band zu CBS. Unter der Anleitung von Produzent Giancarlo Lucariello gelangen Pooh 1971 gleich zwei Nummer-eins-Hits, nämlich mit den Singles Tanta voglia di lei und Pensiero. Diesen folgte das Album Opera prima, nach welchem jedoch Gründer Negrini sich aus dem Rampenlicht zurückzog (als Liedtexter war er weiterhin für die Band tätig); an seine Stelle trat Stefano D’Orazio. Auch im Folgejahr konnte die Band an den großen Erfolg mit dem Album Alessandra und besonders der Single Noi due nel mondo e nell’anima anknüpfen.
Die Line-up-Probleme setzten sich jedoch fort: Riccardo Fogli beschloss, eine Solokarriere zu beginnen, und gab seinen Ausstieg bekannt. Erst nach langer Suche wurde Red Canzian als neuer Bassist in die Band aufgenommen. Nach weiteren Alben trennte sich Pooh von Produzent Lucariello und nahm die Produktion in eigene Hände. Mit Poohlover gelang 1976 erneut ein großer Erfolg. Es folgten eine große Konzerttournee und diverse Fernsehauftritte, bis die Band mit dem Album Rotolando respirando im Folgejahr zum Label CGD wechselte. Versuche, auch im Ausland Fuß zu fassen, scheiterten, woraufhin sich die Gruppe weiterhin auf den italienischen Markt konzentrierte und die nächsten großen Erfolge mit Alben wie …Stop (1980) oder Buona fortuna (1981) feiern konnte; aus letzterem wurde Chi fermerà la musica als Single ausgekoppelt, die ein weiterer Nummer-eins-Hit wurde. 1986 feierte Pooh mit dem Album Giorni infiniti und einer großen Tournee das zwanzigjährige Jubiläum.
Mit dem Lied Uomini soli trat die Band 1990 erstmals beim Sanremo-Festival an und gewann. Das Lied wurde ein weiterer Nummer-eins-Hit. Außerdem war die Band berechtigt, Italien beim Eurovision Song Contest 1990 in Zagreb zu vertreten, was sie jedoch ablehnte; der Sanremo-Zweitplatzierte Toto Cutugno, der nachrückte, gewann den Wettbewerb schließlich. Die Aktivität der Band ging auch in den 90er-Jahren nicht zurück, besonders erfolgreich war 1996 das Album Amici per sempre. Anlässlich des 30-jährigen Jubiläums erschien 1997 bei Mondadori mit Quello che non sai die erste offizielle Biografie der Band; es folgte die Kompilation The Best of Pooh. 2002 steuerte die Band die Musik zu einer Musicalfassung von Pinocchio unter der Regie von Saverio Marconi bei. Für die Fußball-Weltmeisterschaft 2006 schrieb die Band mit Cuore azzurro die offizielle Hymne der italienischen Fußballnationalmannschaft. Nach dem WM-Sieg Italiens erreichte das Lied Platz zwei der Charts.
Mit dem Coveralbum Beat ReGeneration besann sich die Band 2008 auf die Beatmusik ihrer Anfangszeit. Als Stefano D’Orazio 2009 seinen Ausstieg bekanntgab, veröffentlichte man zum Abschluss die Kompilation Ancora una notte insieme und schloss mit einer letzten Tournee ab. Die drei verbliebenen Bandmitglieder setzten ihre Aktivität bereits 2010 fort und brachten – mit Steve Ferrone als temporärem Schlagzeuger – das Album Dove comincia il sole heraus. Nach ausgiebiger Live-Tätigkeit erschien 2012 mit Opera seconda (am Schlagzeug: Phil Mer) ein Album, in dem die Band eigene Klassiker mit neuen Arrangements präsentierte. 2013 stellte Pooh mit der Veröffentlichung der Sammlung Poohbox (CDs, DVDs und Buch) eine mehrjährige Pause in Aussicht. Zu Ehren ihres Gründers Valerio Negrini, der 2013 verstorben war, trat die Band 2014 einmalig mit Riccardo Fogli und Stefano D’Orazio sowie vielen weiteren Weggefährten auf.
Am 28. September 2015 gab die Band eine offizielle Reunion mit Fogli und D’Orazio bekannt. Einen ersten Auftritt hatte die Band in dieser Formation als Stargast beim Sanremo-Festival 2016. Nach einer Reihe von Konzerten zum 50-jährigen Bestehen wurde Pooh Ende des Jahres 2016 endgültig aufgelöst. Ihr letztes Konzert gab Pooh Ende Dezember 2016 in Bologna.

## Besetzung
|  |

## Diskografie

### Studioalben
- 1966: Per quelli come noi
- 1968: Contrasto
- 1969: Memorie

| Jahr | Titel Musiklabel                     | Höchstplatzierung, Gesamtwochen, AuszeichnungChartplatzierungen (Jahr, Titel, Musiklabel, Platzierungen, Wochen, Auszeichnungen, Anmerkungen) | Höchstplatzierung, Gesamtwochen, AuszeichnungChartplatzierungen (Jahr, Titel, Musiklabel, Platzierungen, Wochen, Auszeichnungen, Anmerkungen) | Anmerkungen                                              |
| Jahr | Titel Musiklabel                     | IT | CH | Anmerkungen                                              |
| ---- | ------------------------------------ | --- | --- | -------------------------------------------------------- |
| 1971 | Opera prima CBS                      | IT13 (7 Wo.)IT | — |                                                          |
| 1972 | Alessandra CBS                       | IT5 (40 Wo.)IT | — |                                                          |
| 1973 | Parsifal CBS                         | IT2 (32 Wo.)IT | — |                                                          |
| 1975 | Un po’ del nostro tempo migliore CBS | IT3 (26 Wo.)IT | — |                                                          |
| 1975 | Forse ancora poesia CBS              | IT5 (20 Wo.)IT | — |                                                          |
| 1976 | Poohlover CBS                        | IT3 (20 Wo.)IT | — |                                                          |
| 1977 | Rotolando respirando CGD             | IT4 (24 Wo.)IT | — |                                                          |
| 1978 | Boomerang CGD                        | IT5 (31 Wo.)IT | — |                                                          |
| 1979 | Viva CGD                             | IT3 (36 Wo.)IT | — |                                                          |
| 1980 | Hurricane CGD                        | IT16 (16 Wo.)IT | — |                                                          |
| 1980 | …Stop CGD                            | IT2 (22 Wo.)IT | — |                                                          |
| 1981 | Buona fortuna CGD                    | IT1 (28 Wo.)IT | — |                                                          |
| 1983 | Tropico del nord CGD                 | IT2 (20 Wo.)IT | — |                                                          |
| 1984 | Aloha CGD                            | IT2 (21 Wo.)IT | — |                                                          |
| 1985 | Asia non Asia CGD                    | IT5 (12 Wo.)IT | — |                                                          |
| 1986 | Giorni infiniti CGD                  | IT1 (21 Wo.)IT | — |                                                          |
| 1987 | Il colore dei pensieri CGD           | IT6 (13 Wo.)IT | — |                                                          |
| 1988 | Oasi CGD                             | IT4 (14 Wo.)IT | — |                                                          |
| 1990 | Uomini soli CGD                      | IT4 (16 Wo.)IT | CH24 (3 Wo.)CH |                                                          |
| 1992 | Il cielo è blu sopra le nuvole CGD   | IT3 (10 Wo.)IT | — |                                                          |
| 1994 | Musicadentro CGD                     | IT6 (7 Wo.)IT | — |                                                          |
| 1996 | Amici x sempre CGD East West         | IT3 (25 Wo.)IT | — |                                                          |
| 1999 | Un posto felice CGD East West        | IT2 (46 Wo.)IT | — | Erstveröffentlichung: 19. April 1999                     |
| 2000 | Cento di queste vite CGD East West   | IT1 (27 Wo.)IT | CH49 (6 Wo.)CH | Erstveröffentlichung: 29. September 2000                 |
| 2002 | Pinocchio CGD East West / Warner     | IT4 (16 Wo.)IT | — | Erstveröffentlichung: 8. November 2002                   |
| 2004 | Ascolta CGD East West / Warner       | IT1 (31 Wo.)IT | — | Erstveröffentlichung: 21. Mai 2004                       |
| 2008 | Beat ReGeneration Atlantic / Warner  | IT1 (38 Wo.)IT | CH71 (2 Wo.)CH | Erstveröffentlichung: 1. Februar 2008 Coveralbum         |
| 2010 | Dove comincia il sole Artist First   | IT2 Platin · (25 Wo.)IT | — | Erstveröffentlichung: 1. Oktober 2010 Verkäufe: + 60.000 |
| 2012 | Opera seconda Artist First           | IT2 Gold · (18 Wo.)IT | — | Erstveröffentlichung: 9. Oktober 2012 Verkäufe: + 30.000 |

grau schraffiert: keine Chartdaten aus diesem Jahr verfügbar

### Livealben
| Jahr | Titel Musiklabel                                     | Höchstplatzierung, Gesamtwochen, AuszeichnungChartplatzierungen (Jahr, Titel, Musiklabel, Platzierungen, Wochen, Auszeichnungen, Anmerkungen) | Höchstplatzierung, Gesamtwochen, AuszeichnungChartplatzierungen (Jahr, Titel, Musiklabel, Platzierungen, Wochen, Auszeichnungen, Anmerkungen) | Anmerkungen                                                  |
| Jahr | Titel Musiklabel                                     | IT | CH | Anmerkungen                                                  |
| ---- | ---------------------------------------------------- | --- | --- | ------------------------------------------------------------ |
| 1982 | Palasport CGD                                        | IT3 (24 Wo.)IT | — |                                                              |
| 1984 | Goodbye CGD                                          | IT9 (9 Wo.)IT | — |                                                              |
| 1995 | Buonanotte ai suonatori CGD                          | IT7 (7 Wo.)IT | — |                                                              |
| 2003 | Pinocchio. Il grande musical                         | IT62 (2 Wo.)IT | — | Musical-Soundtrack                                           |
| 2005 | Palasport Live Warner                                | IT53 (1 Wo.)IT | — | Erstveröffentlichung: 24. Mai 2005 Charteinstieg IT: 2016    |
| 2006 | Noi con voi Atlantic / Warner                        | IT13 (19 Wo.)IT | — |                                                              |
| 2011 | Dove comincia il sole. Live agosto 2011 Artist First | IT8 (9 Wo.)IT | — | Erstveröffentlichung: 11. Oktober 2011                       |
| 2016 | Pooh 50 – L’ultima notte insieme Sony                | IT1 ×2Doppelplatin · (52 Wo.)IT | CH24 (2 Wo.)CH | Erstveröffentlichung: 16. September 2016 Verkäufe: + 100.000 |

grau schraffiert: keine Chartdaten aus diesem Jahr verfügbar

### Kompilationen (Auswahl)
| Jahr | Titel Musiklabel                              | Höchstplatzierung, Gesamtwochen, AuszeichnungChartplatzierungen (Jahr, Titel, Musiklabel, Platzierungen, Wochen, Auszeichnungen, Anmerkungen) | Höchstplatzierung, Gesamtwochen, AuszeichnungChartplatzierungen (Jahr, Titel, Musiklabel, Platzierungen, Wochen, Auszeichnungen, Anmerkungen) | Anmerkungen                                           |
| Jahr | Titel Musiklabel                              | IT | CH | Anmerkungen                                           |
| ---- | --------------------------------------------- | --- | --- | ----------------------------------------------------- |
| 1975 | I Pooh 1971-1974 CBS                          | IT15 (9 Wo.)IT | — |                                                       |
| 1981 | I Pooh 1978-1981 CGD                          | IT4 (21 Wo.)IT | — |                                                       |
| 1989 | Un altro pensiero: da Oasi ad Opera prima CGD | IT21 (2 Wo.)IT | — |                                                       |
| 1990 | 25: la nostra storia CGD                      | IT5 (14 Wo.)IT | — |                                                       |
| 1997 | The Best of Pooh CGD East West                | IT3 (25 Wo.)IT | — |                                                       |
| 2001 | Best of the Best CGD East West / Warner       | IT3 (76 Wo.)IT | CH75 (4 Wo.)CH |                                                       |
| 2005 | La grande festa Atlantic / Warner             | IT6 (70 Wo.)IT | — |                                                       |
| 2009 | Ancora una notte insieme Atlantic / Warner    | IT2 Gold · (21 Wo.)IT | — | Erstveröffentlichung: 8. Mai 2009 Verkäufe: + 35.000  |
| 2010 | Superbest 1971-1984 Warner                    | IT43 (15 Wo.)IT | — |                                                       |
| 2016 | Pooh 50 Trio                                  | IT12 Gold · (5 Wo.)IT | — |                                                       |
| 2016 | The Collection 5.0 Warner                     | IT6 (34 Wo.)IT | — | Erstveröffentlichung: 27. Mai 2016 Verkäufe: + 25.000 |
| 2017 | Trilogia 1987-1990 Warner                     | IT42 (1 Wo.)IT | — | Erstveröffentlichung: 14. Juli 2017 4-CD-Box          |
| 2018 | Pooh 50 – L’ultimo abbraccio Sony             | IT6 (5 Wo.)IT | — | Erstveröffentlichung: 23. November 2018               |
| 2020 | Le canzoni della nostra storia Sony           | IT6 (5 Wo.)IT | — | Erstveröffentlichung: 20. November 2020               |

grau schraffiert: keine Chartdaten aus diesem Jahr verfügbar

### Singles (Auswahl)
| Jahr | Titel Album                               | Höchstplatzierung, Gesamtwochen, AuszeichnungChartsChartplatzierungen (Jahr, Titel, Album, Platzierungen, Wochen, Auszeichnungen, Anmerkungen) | Anmerkungen                                                                                     |
| Jahr | Titel Album                               | IT | Anmerkungen                                                                                     |
| ---- | ----------------------------------------- | --- | ----------------------------------------------------------------------------------------------- |
| 1968 | Piccola Katy Contrasto                    | IT10 (12 Wo.)IT | B-Seite von In silenzio                                                                         |
| 1971 | Tanta voglia di lei Opera prima           | IT1 Gold (2024) · (26 Wo.)IT | Verkäufe: + 50.000                                                                              |
| 1971 | Pensiero Opera prima                      | IT1 (19 Wo.)IT |                                                                                                 |
| 1972 | Noi due nel mondo e nell’anima Alessandra | IT2 (24 Wo.)IT |                                                                                                 |
| 1972 | Cosa si può dire di te? Alessandra        | IT7 (18 Wo.)IT |                                                                                                 |
| 1972 | Quando una lei va via Alessandra          | IT9 (7 Wo.)IT | B-Seite von Cosa si può dire di te?                                                             |
| 1973 | Io e te per altri giorni Parsifal         | IT2 (29 Wo.)IT |                                                                                                 |
| 1973 | Infiniti noi Parsifal                     | IT3 (19 Wo.)IT |                                                                                                 |
| 1974 | Se sai se vuoi se puoi I Pooh 1971-1974   | IT10 (17 Wo.)IT |                                                                                                 |
| 1974 | Per te qualcosa ancora I Pooh 1971-1974   | IT12 (17 Wo.)IT |                                                                                                 |
| 1975 | Ninna nanna Forse ancora poesia           | IT8 (15 Wo.)IT |                                                                                                 |
| 1976 | Linda Poohlover                           | IT2 (16 Wo.)IT |                                                                                                 |
| 1977 | Risveglio I Pooh 1975-1978                | IT17 (8 Wo.)IT |                                                                                                 |
| 1977 | Dammi solo un minuto Rotolando respirando | IT2 Gold (2021) · (20 Wo.)IT | Verkäufe: + 35.000                                                                              |
| 1978 | Cercami Boomerang                         | IT4 (25 Wo.)IT |                                                                                                 |
| 1979 | Io sono vivo Viva                         | IT3 (27 Wo.)IT |                                                                                                 |
| 1980 | Notte a sorpresa Viva                     | IT17 (6 Wo.)IT |                                                                                                 |
| 1980 | Canterò per te …Stop                      | IT4 (29 Wo.)IT |                                                                                                 |
| 1981 | Chi fermerà la musica Buona fortuna       | IT1 (24 Wo.)IT |                                                                                                 |
| 1982 | Buona fortuna                             | IT19 (2 Wo.)IT |                                                                                                 |
| 1982 | Non siamo in pericolo –                   | IT4 (11 Wo.)IT |                                                                                                 |
| 1985 | Se nasco un’altra volta Asia non Asia     | IT3 (11 Wo.)IT |                                                                                                 |
| 1990 | Donne italiane Uomini soli                | IT5 (8 Wo.)IT |                                                                                                 |
| 1990 | Uomini soli                               | IT1 Gold (2021) · (20 Wo.)IT | Verkäufe: + 35.000                                                                              |
| 2001 | Portami via Best of the Best              | IT3 (6 Wo.)IT |                                                                                                 |
| 2002 | Il paese dei balocchi Pinocchio           | IT8 (4 Wo.)IT |                                                                                                 |
| 2006 | Cuore azzurro –                           | IT2 (20 Wo.)IT | Hymne der italienischen Fußballnationalmannschaft anlässlich der Fußball-Weltmeisterschaft 2006 |
| 2008 | La casa del sole Beat ReGeneration        | IT24 (6 Wo.)IT | Coverversion                                                                                    |
| 2010 | Dove comincia il sole                     | IT74 (2 Wo.)IT |                                                                                                 |
| 2012 | Ci penserò domani Opera seconda           | IT35 Gold · (19 Wo.)IT | Verkäufe: + 15.000                                                                              |

Weitere Singles
- 1996: La donna del mio amico (IT: Gold)

## Belege
1. ↑  Biografia Pooh. In: Albo d’Oro. Musica e dischi, abgerufen am 10. März 2016 (italienisch): „Gruppo fra i più significativi e popolari sulla scena italiana“
2. ↑  Oggi in breve: Pooh, Eagles, Alicia Keys. In: Rockol.it. 3. Januar 2014, abgerufen am 12. März 2016 (italienisch).
3. ↑  Pooh, il video remake di “Pensiero” in esclusiva per Sorrisi. In: Sorrisi.com. Arnoldo Mondadori Editore, 28. September 2015, abgerufen am 12. März 2016 (italienisch).
4. 1 2 3  Chartquellen (Alben):
  - M&D-Chartarchiv. Musica e dischi, archiviert vom Original am 18. Mai 2015; abgerufen am 10. März 2016 (italienisch, kostenpflichtiger Abonnement-Zugang; IT bis 1995).
  - Guido Racca & Chartitalia: Top 100 FIMI Album. Lulu, 2013, S. 155 (IT 1995–2012).
  - Alben von Pooh. In: Italiancharts.com. Hung Medien, abgerufen am 24. September 2016 (IT seit 2000).
  - Alben von Pooh. In: Hitparade.ch. Hung Medien, abgerufen am 24. September 2016 (CH).
5. 1 2 3 4 5 6 7 8 9  Auszeichnungsarchiv. FIMI, abgerufen am 29. März 2024 (italienisch).
6. ↑  Chartquellen (Singles):
  - M&D-Chartarchiv. Musica e dischi, archiviert vom Original (nicht mehr online verfügbar) am 18. Mai 2015; abgerufen am 10. März 2016 (italienisch, kostenpflichtiger Abonnement-Zugang; IT bis 1997).  Info: Der Archivlink wurde automatisch eingesetzt und noch nicht geprüft. Bitte prüfe Original- und Archivlink gemäß Anleitung und entferne dann diesen Hinweis.
  - Guido Racca & Chartitalia: Top 100 FIMI Singoli. Lulu, 2013, S. 135 (IT 1997–2012).
  - Archivio classifiche Top Digital. FIMI, abgerufen am 29. März 2024 (italienisch).